# Aunjanue Ellis

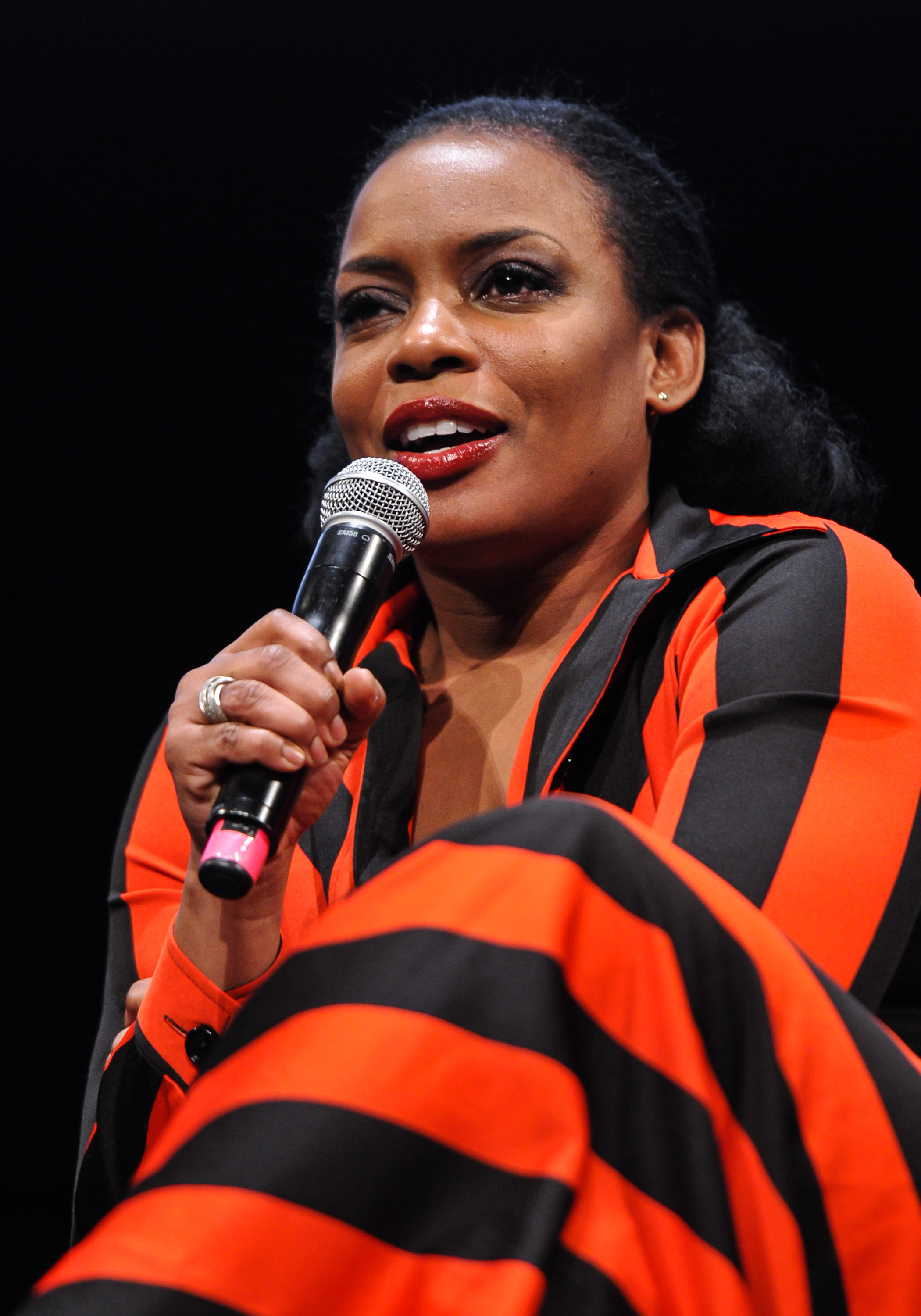
Aunjanue Ellis (2015)

Aunjanue Ellis (/ˈɑːnʒənuː/ ur. 21 lutego 1969 w San Francisco) – amerykańska aktorka, która wystąpiła m.in. w filmach Ray, Służące, Siła i honor oraz Gdyby ulica Beale umiała mówić.
Uczęszczała do Tougaloo College w Jackson, a studia ukończyła na Uniwersytecie Browna.

## Filmografia
- 1996: Girls Town – Nikki
- 1996-97: High Incident – Leslie Joyner (serial telewizyjny)
- 1998: Side Streets – Brenda Boyce
- 1999: Zbyt blisko wroga (In Too Deep) – Denise
- 2000: Siła i honor (Men of Honor) – Jo
- 2000: Stracone nadzieje (Disappearing Acts) – Pam (film TV)
- 2002: Tajniak (Undercover Brother) – Sistah Girl
- 2004: Ray[1] – Mary Ann Fisher
- 2005-06: Pentagon: Sektor E – Jocelyn Pierce (serial telewizyjny)
- 2006: Kolor zbrodni (Freedomland) – Felicia
- 2006: Justice – Miranda Lee (serial telewizyjny)
- 2009: Metro strachu (The Taking of Pelham 123) – Therese
- 2010-13: Mentalista – Madeleine Hightower (serial TV)
- 2011: Służące (The Help[1]) – Yule Mae Davis
- 2012: Porwana: Historia Carliny White (Abducted: The Carlina White Story) – Ann (film TV)
- 2012-14, 2017: Agenci NCIS: Los Angeles – Michelle Hanna / Quinn (serial TV)
- 2015: Aminata: siła miłości – Aminata Diallo (miniserial)
- 2015-17: Quantico – Miranda Shaw (serial TV)
- 2016: Narodziny narodu – Nancy
- 2018: Gdyby ulica Beale umiała mówić (If Beale Street Could Talk[1]) – pani Hunt
- 2018-19: Designated Survivor – Eleanor Darby (serial TV)
- 2019: Jak nas widzą (When They See Us[1]) – Sharonne Salaam (miniserial)
- 2019: Miss Virginia – Lorraine Townsend
- 2020: The Subject – Leslie Barnes
- 2020: Kraina Lovecrafta (Lovecraft Country[1]) – Hippolyta Freeman (serial TV)
- 2021: King Richard: Zwycięska rodzina – Oracene „Brandy” Williams[1]
- 2022: 61st Street – Martha Roberts